# Pál Benkő
Pál Benkő, född 15 juli 1928 i Amiens, Frankrike, död 26 augusti 2019 i Budapest, Ungern, var en ungersk-amerikansk stormästare i schack.
Pál Benkő föddes i Frankrike men växte upp i Ungern. Han lärde sig spela schack vid 10 års ålder och blev ungersk mästare 1948. Han emigrerade till USA 1958 och blev stormästare samma år. Bland Benkős största framgångar kan nämnas deltagandet i kandidatturneringen, tävlingen där utmanaren till regerande världsmästaren utses, 1959 och 1962. I båda turneringarna deltog världens åtta bästa spelare. Han vann även US Open Chess Championship 8 gånger mellan 1961 och 1975.
Benkő är även känd för Benkőgambiten (1.d4 Sf6 2.c4 c5 3.d5 b5) i Benonis försvar och Benkős öppning (1.g3).